# Sinagoga corală din Vilnius

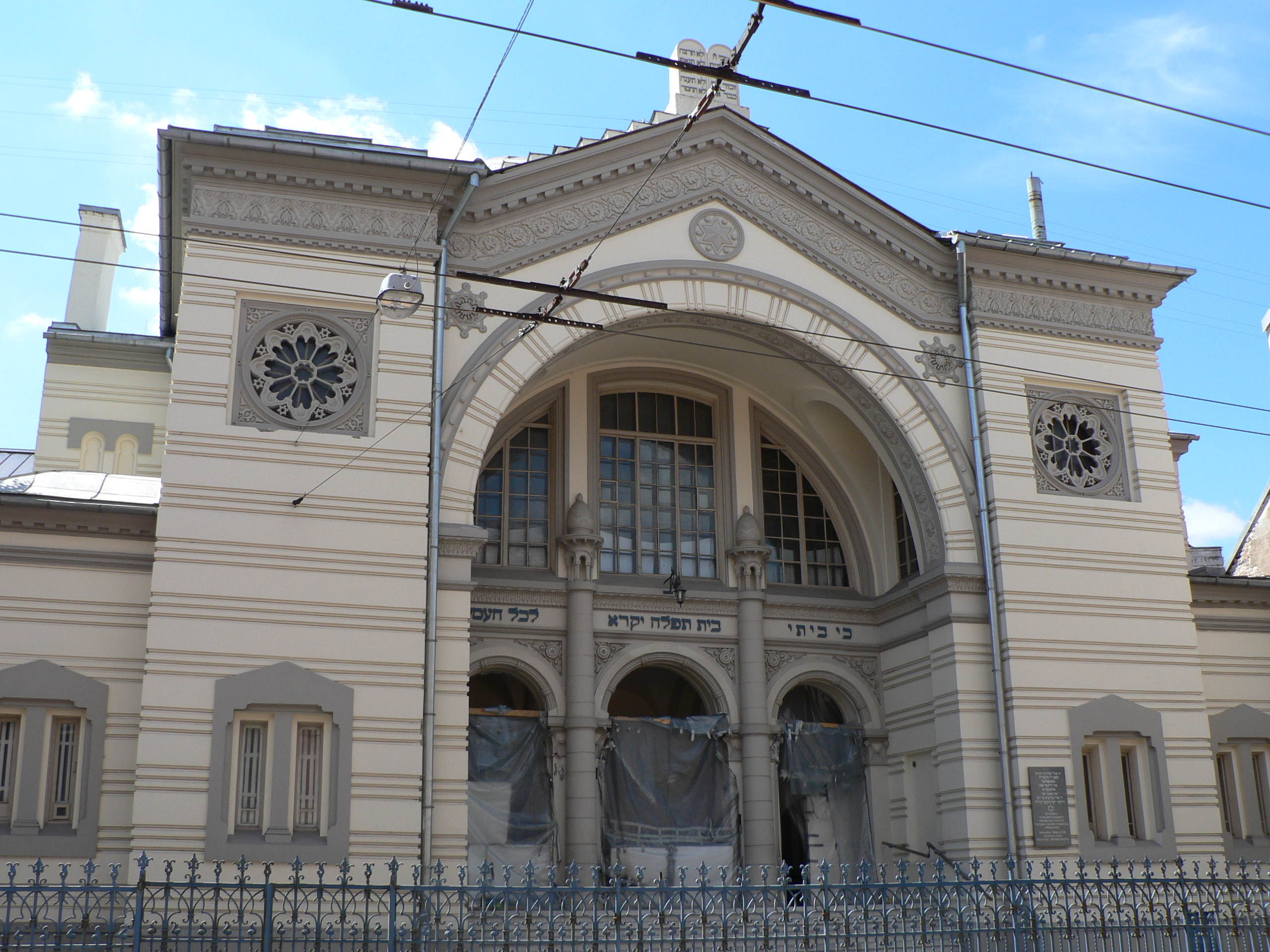
Sinagoga corală din Vilnius.

Sinagoga corală din Vilnius (lit. Vilniaus choralinė sinagoga) este un lăcaș de cult evreiesc din Vilnius, Lituania. Ea a fost construită între anii 1902-1903. Ea a fost fondată în 1903.